# Frans Suell den äldre
Frans Suell den äldre, född 1689 i Grömitz, död i april 1748 i Malmö, var en tysk affärsman invandrad till Sverige.

## Biografi
Frans (Frantz) Suell tillhörde en holsteinsk släkt och invandrade år 1712 till Malmö. Suell, som 1714 fick burskap som handlande i Malmö. 1728 fick han frihetsbrev på 16 år och fick arrendera Limhamns kalkbruk som legat nere sedan 1702 och i ödesmål från 1709, för 80 daler Riksmynt per år. 1731 så tog Suell  även Lomma tegelbruk upp från sitt ödesmål. Bägge bruken hörde sedan till Frans Suell d. ä. genom laga köp. Suell hade i sitt äktenskap med Anna Catharina Stein (1694–1723) två söner, som nådde mogen ålder, nämligen Ernst (1718–1750) och Nicolas (1720–1760) som bägge arbetade och sedan tog över Suells anlagda tobaksfabrik vid dennes död 1748. Den senare, som drev en omfattande affärsrörelse i och omkring Malmö, hade i sitt äktenskap med Catharina Helena Weijer (1722–1773) fem barn, av vilka tre avled tidigt. De övriga var sonen Frans Suell (1744–1817) samt dottern Maria (1748–1804). Frans Suell, sonson till Frans Suell den äldre, kom att bli en i Malmö mycket betydelsefull industripersonlighet. Det Suellska arkivet, 1749–1871, förvaras på Malmö stadsarkiv.